# Internationale Cricket-Saison 1977
Die internationale Cricket-Saison 1978 fand zwischen Mai 1978 und September 1978 tatt. Als Sommersaison wurden vorwiegend Heimspiele der Mannschaften aus Europa ausgetragen.

## Überblick

### Internationale Touren
| Beginn       | Heimteam | Auswärtsteam | Resultate | Resultate | Artikel |
| Beginn       | Heimteam | Auswärtsteam | Test      | ODI       | Artikel |
| ------------ | -------- | ------------ | --------- | --------- | ------- |
| 2. Juni 1977 | England  | Australien   | 3–0 [5]   | 2–1 [3]   | Artikel |

## Nationale Meisterschaften
Aufgeführt sind die nationalen Meisterschaften der Full Member des ICC.
| Land    | First-Class                | List A            |
| ------- | -------------------------- | ----------------- |
| England | County Championship 1977   | Gillette Cup 1977 |
|         | John Player League 1977    |                   |
|         | Benson and Hedges Cup 1977 |                   |